# 블랙번위드다언

블랙번위드다언의 위치

블랙번위드다언(영어: Blackburn with Darwen)은 잉글랜드 랭커셔주에 위치한 단일 자치구로 중심 도시는 블랙번이며 면적은 137.0km2, 인구는 146,743명(2014년 기준)이다. 1998년 4월 1일에 신설되었다.